# Valentine's Day (film)
Valentine's Day er en amerikansk romantisk komedie-dramafilm fra 2010 instrueret af Garry Marshall. Manuskriptet og historien blev skrevet af Katherine Fugate, Abby Kohn og Marc Silverstein. Filmen har et stjernesprækket cast bestående af Jessica Alba, Kathy Bates, Jessica Biel, Bradley Cooper, Eric Dane, Patrick Dempsey, Héctor Elizondo, Jamie Foxx, Jennifer Garner, Topher Grace, Anne Hathaway, Carter Jenkins, Ashton Kutcher, Queen Latifah, Taylor Lautner, George Lopez, Shirley MacLaine, Emma Roberts, Julia Roberts, Bryce Robinson og Taylor Swift i hendes filmdebut. Filmen modtog generelt dårlige anmeldelser, men blev et publikumshit.

## Plot
Filmen følger en gruppe relaterede karakterer og deres udfordringer med kærligheden på Valentinsdag.
Blomsterhandleren Reed Bennett (Ashton Kutcher) står op og frier til sin kæreste Morley Clarkson (Jessica Alba), der siger "ja". Reeds nærmeste venner, Alfonso Rodriguez (George Lopez) og Julia Fitzpatrick (Jennifer Garner), er imidlertid ikke spor overraskede, da Morley pludselig skifter mening og forlader Reed et par timer senere.
På en flyvetur til Los Angeles bliver Kate Hazeltine (Julia Roberts), en kaptajn i den amerikanske hær på vej hjem til en dags orlov, bekendt med forretningsmanden Holden Wilson (Bradley Cooper). Kate rejser langt for kun at være hjemme den ene dag, og Holden siger, at hun virkelig må være forelsket for at ville gøre det. Da flyet lander, og Kate skal vente timer på taxaen, tilbyder Holden hende hans limousine, så hun kan nå frem.
Julia (Jennifer Garner), en folkeskolelærer, er forelsket i hjertekirurgen Dr. Harrison Copeland (Patrick Dempsey), men hun ved ikke, at han er gift med Pamela (Katherine LaNasa). Harrison fortæller hende, at han ikke kan fejre Valentinsdag med hende, da han skal på arbejde i San Francisco: på vej til lufthavnen stopper han ved Reeds blomsterbutik og bestiller to blomsterbuketter - den ene til hans kone og den anden til Julia. Han beder om Reeds diskretion. Julia vil overraske Harrison og flyver til San Francisco, til trods for Reeds advarsler, da hun er overbevist om, at Reed tager fejl. Harrison er aldrig fløjet til San Francisco, men blot kørt hjem til konen og hjemmet i udkanten af Los Angeles. Julia indser, at Harrison er gift og finder ham på en restaurant med sin kone. Udklædt som servitrice Julia ydmyger Harrison i restauranten, hvilket vækker mistro hos Pamela.
En af Julias elever, Edison (Bryce Robinson), bestiller blomster fra Reed, der skal sendes til hans lærer, nemlig Julia. Julia foreslår Edison at give blomsterne til en pige fra klassen, Rani, der er vild med ham, efter Julia fortæller Edison om hvad kærlighed egentlig er.
Edisons babysitter Grace Smart (Emma Roberts) planlægger at miste sin mødom til kæresten Alex Franklin (Carter Jenkins) i et frikvarter. Det planlagte møde går galt, da Graces mor finder en nøgen Alex i Graces værelse, mens han øver sig en sang han har skrevet til Grace.
Edisons bedsteforældre, Edgar (Héctor Elizondo) og Estelle Paddington (Shirley MacLaine) står overfor problemer efter et langt ægteskab. Estelle indrømmer, at hun for længe siden havde en affære, og endda med en af Edgars forretningspartnere. Selvom hun er forfærdelig ked af det, bliver Edgar meget såret.
Graces gymnasievenner, Willy Harrington (Taylor Lautner) og Felicia Miller (Taylor Swift), oplever en ny stormende forelskelse og har aftalt at vente med at have sex.
Sean Jackson (Eric Dane), en endnu ikke udsprunget homoseksuel professionel footballspiller, overvejer slutningen af sin karriere med sin publicist Kara Monahan (Jessica Biel) og hans agent Paula Thomas (Queen Latifah). Kara arrangerer sin årlige "I Hate Valentine's Day" fest, men bliver snart interesseret i sportsreporteren Kelvin Moore (Jamie Foxx), der er blevet bedt om at lave tv-indslag om Valentinsdag af sin chef Susan Moralez (Kathy Bates), og som deler Karas had til dagen.
En af vikarende receptionist i Paulas firma, Liz Curran (Anne Hathaway), dater postmedarbejderen Jason Morris (Topher Grace). Jason er chokeret, da Liz viser sig at bijobbe som telefonsex-sælger. Liz forklarer, at hun kun gør det, fordi hun har et studielån på $100.000. Jason er ked af det, men forsoner sig til sidst med det efter at have set Edgar tilgive Estelle senere samme aften.
Sean springer endelig ud på nationalt tv, og Holden, Seans kæreste, ankommer til hans lejlighed. Kate kommer sent om aftenen hjem, ikke for at hilse på hendes formodede kæreste, men hendes søn Edison. Willy afleverer Felicia derhjemme efter en date og de kysser. Kelvin og Kara hænger ud på Kelvins nyhedsstation, hvor de senere kysser. Alfonso spiser middag med sin kone, mens Grace og Alex biliver enige om at vente med at have sex. Edgar og Estelle forsoner og gensiger deres ægteskabsløfter, Harrisons kone har forladt ham på grund af hans utroskab, og Morley forsøger at ringe til Reed, der i stedet har fundet sammen med Julia. Paula modtager et opkald fra en af Lizs masochistiske klienter og udnytter muligheden til at udtrykke sin dominans og sadisme.

## Cast
I alfabetisk orden:
- Jessica Alba som Morley Clarkson
- Kathy Bates som Susan Moralez
- Jessica Biel som Kara Monahan
- Bradley Cooper som Holden Wilson
- Eric Dane som Sean Jackson
- Patrick Dempsey som Dr. Harrison Copeland
- Héctor Elizondo som Edgar Paddington
- Jamie Foxx som Kelvin Moore
- Jennifer Garner som Julia Fitzpatrick
- Topher Grace som Jason Morris
- Anne Hathaway som Elizabeth Curran
- Carter Jenkins som Alexander Franklin
- Ashton Kutcher som Reed Bennett
- Queen Latifah som Paula Thomas
- Taylor Lautner som William Harrington
- George Lopez som Alfonso Rodriguez
- Shirley MacLaine som Estelle Paddington
- Emma Roberts som Grace Smart
- Julia Roberts som kap. Katherine Hazeltine (født Paddington)
- Bryce Robinson som Edison
- Taylor Swift som Felicia Miller

## Musik
Filmens musik blev komponeret af John Debney, der indspillede musikken med Hollywood Studio Symphony på Sony Scoring Stage. Han skrev også en sang til filmen "Every Time You Smiled" med den prisvindende tekstforfatter Glen Ballard, der blev sunget af Carina Round. 
Filmens officielle soundtrack blev udgivet den 9. februar 2010 af Big Machine Records. Den indeholder filmens største sang, Jewels "Stay Here Forever", der blev udgivet som single den 19. januar 2010 og har været på den amerikanske Billboard Hot Country Songs-chart. Soundtracket indeholder også "Today Was a Fairytale" af Taylor Swift, der debuterede som nr. 2 på den amerikanske Billboard Hot 100 og slog rekord med det højeste salg i første uge af en kvindelig kunstner. Swifts sang "Jump Then Fall" fra Platinum-udgaven af hendes album Fearless var også med på soundtracket. Debneys album, herunder "Every Time You Smiled", (skrevet af Debney og Glen Ballard, og ikke inkluderet på sang -cd'en) blev udgivet digitalt den 7. april 2010 af Watertower Music.
Jamie Foxx indspillede også en sang til filmen, der hedder "Quit Your Job". Sangen er med i filmen, men ikke på soundtracket på grund af den vulgære tekster. "I Gotta Feeling" af The Black Eyed Peas blev brugt til filmens trailer.
Liste over albummet:
1. "The Proposal/Trying to Tell Her" – 2:20
2. "The Makeup/First Kiss" – 2:25
3. "Apartment Dwelling/Hollywood Loft" – 0:48
4. "Arrival/Airport/Catching Julia/Gotta Stop Them" – 2:55
5. "Flower Shop Talk/To the Restaurant/The Realization/Mi Familia" – 3:27
6. "Light Conversation/Chivalrous Gestures/He's Married/Forget Me Not" – 3:25
7. "Liz Leaves/Having Sex/I Have No Life" – 3:10
8. "Julia Sees the Light/Edgar & Estelle/Young Love/First Time" – 3:31
9. "She Said No/Don't Go/I Like Her" – 3:50
10. "My Life's a Mess/This Is Awkward" – 1:22
11. "Ride Home/Guys Talk" – 1:47
12. "Mom's Home/Soccer Practice/Bike Ride" – 2:23
13. "Reed and Julia" – 2:26
14. "Valentine's Day" – 2:31
15. "Every Time You Smiled" (Carina Round) – 2:53

## Modtagelse

### Box office
Filmen debuterede i USA den 12. februar 2010 med $52,4 mio. i åbningsweekenden og gik nummer førstepladsen i højtiden den deler navn med.  Filmen slog to andre højtprofilerede film af pinden; 20th Century Foxs actionfantasy Percy Jackson & Lyntyven, der debuterede som nummer 2 med $31,1 millioner over tre dage, og Universals varulvefilm The Wolfman, med $ 30,6 million.  Det er i øjeblikket den tredjestørste åbningsweekend i februar og den næsthøjeste indtjening i den amerikanske helligdag President's Day-weekend.  Mandag den 15. februar 2010 gik Valentine's Day ned til #2 bag Percy Jackson & Lyntyven, men gik derefter op igen #1 om tirsdagen. Fredag den 19. februar gik den ned til #2 bag Shutter Island og derefter til #3 den næste dag. Fredag den 26. februar gik det ned til #5 bag Shutter Island, The Crazies, Cop Out og Avatar. Den 18. marts gik den ned til #14. Den gik i biografen indtil 6. maj 2010.  Med den rekord er det den næststørste åbning for en romantisk komediefilm lige efter Sex and the City med $ 57 million. Efter Valentinsdag dalede at filmens box office hurtigt med i alt $ 110 million i USA og Canada samt yderligere $ 106 millioner i udlandet til et samlet beløb på $ 216 millioner på verdensplan.

### Anmeldelser
På Rotten Tomatoes har filmen en godkendelsesvurdering på 18% baseret på 190 anmeldelser og en gennemsnitlig bedømmelse på 4,00/10. Webstedets kritiske konsensus lyder: "Ivrig efter at behage og proppet med stjerner, forfalder Valentine's Day sin præmis med et hektisk, episodisk plot og en overflod af rom-com-klicheer."  På Metacritic har filmen en score på 34 ud af 100 baseret på 33 kritikere, hvilket indikerer "generelt ugunstige anmeldelser".  Publikum, der blev spurgt af CinemaScore, gav filmen en gennemsnitlig karakter på "B" på en A+ til F -skala. 
Yahoo-filmanmelderne havde et gennemsnitlig karakter C- til filmens karakter.  Ved at give filmen 3/4 stjerner er den overordnede mening fra Carrie Rickeys anmeldelse for The Philadelphia Inquirer, at "Det er en behagelig, ukrævende film, der finder sted gennem 18 timer på V-Day og betragter meget attraktive mennesker, hvis romantiske skæbner filtrer sig ind og filtrer sig ud, som en motorvej med indfletninger som man ser det ned gennem det sydlige Californien".  Betsy Sharkey fra Los Angeles Times kommenterede, at "effekten af alle de medrivende sange, stjernerne og de lystige scenarier i en slags svimlende kollage, som nogen uden tvivl vil elske, mens andre bare bliver kvalme. . . " .  Den britiske filmanmelder Mark Kermode kaldte filmen et "lykønskningskort fuld af opkast".  Rene Rodriguez for Miami Herald gav filmen 2/4 stjerner og beskrev filmen som "at surfe gennem kanalerne i et udelukkende tøsefilmsnetværk".  Rodriguez kritiserede også filmens sløvhed og sagde, at filmen skulle have "droppet nogle af sine kedelige plotlines [...] og brugt lidt mere tid på at udforske spændingen og opstemtheden ved at være forelsket - eller i det mindste bare at være liderlig". Dana Stevens fra Slate skrev, at filmen "mangler charme, humor og intelligens. . . " Peter Travers fra Rolling Stone gav filmen en stjerne ud af fire. Travers' analyse af filmen siger ganske enkelt, at "Valentine's Day er en datofilm fra helvede". Jonathan Ross var heller ikke sød i hans Film 2010-show. Han sagde "jeg syntes filmen var forfærdelig". Journalisten Sady Doyle argumenterede i en meget fjendtlig anmeldelse af filmen for, at Valentine's Day var den værste film, der nogensinde er lavet.  Valentine's Day er bemærket for at have ligheder med den britiske film Love Actually,     især den grundlæggende forudsætning for flere historier, der udspiller sig omkring en helligdag og de sommetider identiske underplots. Mange britiske bloggere og online-anmeldere beskrev Valentine's Day som "en amerikansk udgave af Love Actually" med fokus på, hvordan Valentine's Day ligesom Love Actually har et stjernespækket cast, hvis karakterers historier fletter sig ind i hinanden. Time udnævnte det til en af de 10 værste tøsefilm. 

### Udmærkelser
| År                                     | Kategori                              | Modtager(e)                    | Resultat  |
| -------------------------------------- | ------------------------------------- | ------------------------------ | --------- |
| Alliance of Women Film Journalists     | Hall of Shame                         | Garry Marshall                 | Nomineret |
| ASCAP Film and Television Music Awards | Top Box Office Films                  | John Debney                    | Vundet    |
| Casting Society of America             | Big Budget Feature – Comedy           | Deborah Aquila og Tricia Wood  | Nomineret |
| Golden Raspberry Awards                | Worst Actor                           | Ashton Kutcher                 | Vundet    |
| Golden Raspberry Awards                | Worst Actor                           | Taylor Lautner                 | Nomineret |
| Golden Raspberry Awards                | Worst Supporting Actor                | George Lopez                   | Nomineret |
| Golden Raspberry Awards                | Worst Supporting Actress              | Jessica Alba                   | Vundet    |
| MTV Movie Awards                       | Best Kiss                             | Taylor Swift og Taylor Lautner | Nomineret |
| People's Choice Awards                 | Favorite Comedy Movie                 |                                | Nomineret |
| Teen Choice Awards                     | Choice Movie: Romantic Comedy         |                                | Vundet    |
| Teen Choice Awards                     | Choice Movie Actor: Romantic Comedy   | Ashton Kutcher                 | Vundet    |
| Teen Choice Awards                     | Choice Movie Actress: Romantic Comedy | Queen Latifah                  | Nomineret |
| Teen Choice Awards                     | Choice Movie: Chemistry               | Taylor Swift og Taylor Lautner | Nomineret |
| Teen Choice Awards                     | Choice Movie: Liplock                 | Taylor Swift og Taylor Lautner | Nomineret |
| Teen Choice Awards                     | Choice Movie: Hissy Fit               | Jessica Biel                   | Nomineret |
| Teen Choice Awards                     | Choice Movie Scene Stealer: Male      | George Lopez                   | Nomineret |
| Teen Choice Awards                     | Choice Movie Scene Stealer: Female    | Anne Hathaway                  | Nomineret |
| Teen Choice Awards                     | Choice Movie Breakout: Female         | Taylor Swift                   | Vundet    |

## Home media
Valentine's Day blev udgivet på Region 1 DVD, iTunes og Blu-ray Disc den 18. maj 2010.